# 花尾矛麗魚
花尾矛麗魚，為輻鰭魚綱鱸形目隆頭魚亞目慈鯛科的其中一種，分布於南美洲亞馬遜河流域，體長可達22.4公分，棲息在森林溪流，屬雜食性，以植物殘渣、昆蟲、小魚等為食，生活習性不明。

## 擴展閱讀
維基物種上的相關：花尾矛麗魚